# Radio Club Peruano
Der Radio Club Peruano (RCP), deutsch „Peruanischer Amateurfunkverband“, ist die nationale Vereinigung der Funkamateure in Peru.
Er hat seinen Hauptsitz im Stadtteil San Isidro in der peruanischen Hauptstadt Lima. Dort verfügt er über umfangreiche technische Einrichtungen, wie eine beeindruckende Antennenanlage, sowie Räumlichkeiten für soziale Aktivitäten.

## Geschichte
Die zunehmende Bedeutung der Funktechnik in den 1920er Jahren führte dazu, dass sich im Jahr 1924 zum ersten Mal eine Gruppe von Menschen traf, die sich für die damals neue und hochmoderne Technik begeisterten. Dies wurde in den folgenden Jahren fortgesetzt, bis es am 6. Dezember 1930 im Hotel Astoria der Hauptstadt zum Gründungstreffen des RCP kam. Die erste Generalversammlung folgte kurz darauf im Januar 1931 in der Bibliothek der Geographischen Gesellschaft.
Nachdem er seinen Sitz zunächst im maurischen Pavillon des Ausstellungsparks hatte, wechselte der RCP später in das Gebäude der Firma Goodyear in die Innenstadt von Lima, bevor er schließlich im März 1962 seinen heutigen Hauptsitz bezog.
Der Radio Club Peruano ist die führende Institution für Funkamateure in Peru und vertritt sie vor nationalen und internationalen Organisationen. Er verteidigt ihre Interessen und gewährleistet ihre Rechte. Darüber hinaus fördert er Forschung und Lehre auf dem Gebiet des Amateurfunks im Lande, leistet wertvolle Beiträge für den sozialen Zusammenhalt der Gesellschaft und verpflichtet sich zur Unterstützung der Notfallkommunikation im Fall von Naturkatastrophen wie Erdbeben.
Der RCP ist Mitglied in der International Amateur Radio Union (IARU Region 2), der internationalen Vereinigung von Amateurfunkverbänden, und vertritt dort die Interessen der Funkamateure des Landes.